# Nokere Koerse 2025
Pour la course féminine, voir Nokere Koerse féminine 2025.
La Nokere Koerse 2025 (officiellement Danilith-Nokere Koerse) est la 79e édition de cette course cycliste masculine sur route. Elle a eu lieu le 19 mars 2025 principalement dans la province de Flandre-Orientale en Belgique, entre Deinze et Nokere. Elle fait partie du calendrier UCI ProSeries 2025 en catégorie 1.Pro. 

## Présentation

### Parcours
Le départ de la course est donné à Deinze et l'arrivée est jugée à Nokere, sur le Nokereberg, un secteur pavé en côte (350 m avec une pente moyenne de 5,7 % dont un passage à 7 %) après un parcours total de 188,2 km parsemé de treize côtes dont huit pavées. Les coureurs passent une première fois la ligne d'arrivée après 87,8 km. Ensuite, le tracé continue par le circuit local de 31,3 km comprenant les secteurs pavés de Herlegemstraat, de Lange Aststraat (en côte), de Kloosterstraat, de Heraangelegde Doorn, de Lededorp, de Huisepontweg et de Wannegemdorp à accomplir deux fois puis se termine par un dernier circuit de 37,8 km.

### Équipes
| WorldTeams (10)- Soudal Quick-Step - UAE Team Emirates XRG - Lidl-Trek - Alpecin-Deceuninck - Groupama-FDJ - Intermarché-Wanty - Team Picnic-PostNL - Bahrain-Victorious - Cofidis - XDS Astana Team ProTeams (9)- Lotto - Israel-Premier Tech - Uno-X Mobility - Tudor Pro Cycling Team - Q36.5 Pro Cycling Team - Unibet Tietema Rockets - Wagner Bazin WB - Euskaltel-Euskadi - Team Flanders-Baloise Équipe continentale- Tarteletto-Isorex |
| |

### Favoris
Parmi les favoris, on peut citer Antonio Morgado (UAE Team Emirates XRG), Jasper Philipsen (Alpecin-Deceuninck), Arnaud De Lie (Lotto), Milan Fretin (Cofidis) et Hugo Hofstetter (Israel – Premier Tech).

## Classements

### Classement final
| \| Classement général \| Classement général \| Classement général \| Classement général \| Classement général \| \| Coureur \| Coureur \| Pays \| Équipe \| Temps \| \| ------------------ \| ------------------ \| ------------------ \| ---------------------- \| ------------------ \| \| 1er \| Nils Eekhoff \| Pays-Bas \| Team Picnic-PostNL \| 4 h 15 min 42 s \| \| 2e \| Matteo Moschetti \| Italie \| Q36.5 Pro Cycling Team \| + 0 s \| \| 3e \| Luke Lamperti \| États-Unis \| Soudal Quick-Step \| + 0 s \| \| 4e \| Milan Fretin \| Belgique \| Cofidis \| + 0 s \| \| 5e \| Milan Menten \| Belgique \| Lotto \| + 0 s \| \| 6e \| Piet Allegaert \| Belgique \| Cofidis \| + 0 s \| \| 7e \| Lewis Askey \| Royaume-Uni \| Groupama-FDJ \| + 0 s \| \| 8e \| Alberto Dainese \| Italie \| Tudor Pro Cycling Team \| + 0 s \| \| 9e \| Lukáš Kubiš \| Slovaquie \| Unibet Tietema Rockets \| + 0 s \| \| 10e \| Hugo Hofstetter \| France \| Israel-Premier Tech \| + 0 s \| |                  |             |                        |                 |
| |                  |             |                        |                 |
| |                  |             |                        |                 |
| Classement général |                  |             |                        |                 |
| Coureur | Coureur          | Pays        | Équipe                 | Temps           |
| 1er | Nils Eekhoff     | Pays-Bas    | Team Picnic-PostNL     | 4 h 15 min 42 s |
| 2e | Matteo Moschetti | Italie      | Q36.5 Pro Cycling Team | + 0 s           |
| 3e | Luke Lamperti    | États-Unis  | Soudal Quick-Step      | + 0 s           |
| 4e | Milan Fretin     | Belgique    | Cofidis                | + 0 s           |
| 5e | Milan Menten     | Belgique    | Lotto                  | + 0 s           |
| 6e | Piet Allegaert   | Belgique    | Cofidis                | + 0 s           |
| 7e | Lewis Askey      | Royaume-Uni | Groupama-FDJ           | + 0 s           |
| 8e | Alberto Dainese  | Italie      | Tudor Pro Cycling Team | + 0 s           |
| 9e | Lukáš Kubiš      | Slovaquie   | Unibet Tietema Rockets | + 0 s           |
| 10e | Hugo Hofstetter  | France      | Israel-Premier Tech    | + 0 s           |

### Classement UCI
La course attribue des points au classement mondial UCI 2025 selon le barème suivant :
| Position           | 1er | 2e  | 3e  | 4e  | 5e | 6e | 7e | 8e | 9e | 10e | 11e | 12e | 13e | 14e | 15e | 16e à 30e | 31e à 40e |
| Classement général | 200 | 150 | 125 | 100 | 85 | 70 | 60 | 50 | 40 | 35  | 30  | 25  | 20  | 15  | 10  | 5         | 3         |

## Liste des participants
| Soudal Quick-Step SOQ | Soudal Quick-Step SOQ         | Soudal Quick-Step SOQ |
| --------------------- | ----------------------------- | --------------------- |
| Num                   | Coureur                       | Pos                   |
| 1                     | Luke Lamperti (USA)           | 3e                    |
| 2                     | Gil Gelders (BEL)             | 50e                   |
| 3                     | Andrea Raccagni Noviero (ITA) | 102e                  |
| 4                     | Bert Van Lerberghe (BEL)      | 41e                   |
| 5                     | Lars Vanden Heede (BEL)       | 101e                  |
| 6                     | Warre Vangheluwe (BEL)        | 84e                   |
| 7                     | Gauthier Servranckx (BEL)     | AB                    |

| UAE Team Emirates XRG UAD | UAE Team Emirates XRG UAD | UAE Team Emirates XRG UAD |
| ------------------------- | ------------------------- | ------------------------- |
| Num                       | Coureur                   | Pos                       |
| 12                        | Sebastián Molano (COL)    | 22e                       |
| 13                        | Mikkel Bjerg (DEN)        | 20e                       |
| 14                        | Luca Giaimi (ITA)         | 93e                       |
| 15                        | Filippo Baroncini (ITA)   | 17e                       |
| 16                        | Gibbe Staes (BEL)         | 98e                       |
| 17                        | Florian Vermeersch (BEL)  | 52e                       |

| Lidl-Trek LTK | Lidl-Trek LTK          | Lidl-Trek LTK |
| ------------- | ---------------------- | ------------- |
| Num           | Coureur                | Pos           |
| 21            | Simone Consonni (ITA)  | AB            |
| 22            | Tim Declercq (BEL)     | 65e           |
| 24            | Martin Pedersen (DEN)  | AB            |
| 25            | Jakob Söderqvist (SWE) | 58e           |
| 27            | Otto Vergaerde (BEL)   | 66e           |

| Alpecin-Deceuninck ADC | Alpecin-Deceuninck ADC  | Alpecin-Deceuninck ADC |
| ---------------------- | ----------------------- | ---------------------- |
| Num                    | Coureur                 | Pos                    |
| 31                     | Jasper Philipsen (BEL)  | AB                     |
| 32                     | Lennert Belmans (BEL)   | 67e                    |
| 33                     | Lars Boven (NED)        | AB                     |
| 34                     | Robbe Ghys (BEL)        | 59e                    |
| 35                     | Edward Planckaert (BEL) | 39e                    |
| 36                     | Jonas Rickaert (BEL)    | 43e                    |
| 37                     | Jimmy Janssens (BEL)    | AB                     |

| Groupama-FDJ GFC | Groupama-FDJ GFC       | Groupama-FDJ GFC |
| ---------------- | ---------------------- | ---------------- |
| Num              | Coureur                | Pos              |
| 41               | Lewis Askey (GBR)      | 7e               |
| 42               | Clément Davy (FRA)     | 61e              |
| 43               | Cyril Barthe (FRA)     | 32e              |
| 44               | Lewis Bower (NZL)      | 95e              |
| 45               | Olivier Le Gac (FRA)   | 55e              |
| 46               | Eddy Le Huitouze (FRA) | 51e              |
| 47               | Matthew Walls (GBR)    | 94e              |

| Intermarché-Wanty IWA | Intermarché-Wanty IWA           | Intermarché-Wanty IWA |
| --------------------- | ------------------------------- | --------------------- |
| Num                   | Coureur                         | Pos                   |
| 51                    | Arne Marit (BEL)                | 86e                   |
| 52                    | Vito Braet (BEL)                | 15e                   |
| 53                    | Dries De Pooter (BEL)           | 87e                   |
| 54                    | Zeno Moonen (BEL)               | 56e                   |
| 55                    | Gijs Van Hoecke (BEL)           | 36e                   |
| 56                    | Tobias Müller (GER)             | 73e                   |
| 57                    | Roel van Sintmaartensdijk (NED) | 57e                   |

| Team Picnic-PostNL TPP | Team Picnic-PostNL TPP | Team Picnic-PostNL TPP |
| ---------------------- | ---------------------- | ---------------------- |
| Num                    | Coureur                | Pos                    |
| 61                     | Pavel Bittner (CZE)    | 30e                    |
| 62                     | Robbe Dhondt (BEL)     | 88e                    |
| 63                     | Patrick Eddy (AUS)     | 68e                    |
| 64                     | Nils Eekhoff (NED)     | 1er                    |
| 65                     | Tim Naberman (NED)     | 89e                    |
| 66                     | Oliver Peace (GBR)     | AB                     |
| 67                     | Timo Roosen (NED)      | 92e                    |

| Bahrain Victorious TBV | Bahrain Victorious TBV    | Bahrain Victorious TBV |
| ---------------------- | ------------------------- | ---------------------- |
| Num                    | Coureur                   | Pos                    |
| 71                     | Alessandro Borgo (ITA)    | 31e                    |
| 72                     | Alberto Bruttomesso (ITA) | 96e                    |
| 73                     | Roman Ermakov (RUS)       | 60e                    |
| 74                     | Bryan Olivo (ITA)         | AB                     |
| 75                     | Daniel Skerl (ITA)        | AB                     |
| 76                     | Oliver Stockwell (GBR)    | 108e                   |
| 77                     | Vlad Van Mechelen (BEL)   | AB                     |

| Cofidis COF | Cofidis COF          | Cofidis COF |
| ----------- | -------------------- | ----------- |
| Num         | Coureur              | Pos         |
| 81          | Milan Fretin (BEL)   | 4e          |
| 82          | Piet Allegaert (BEL) | 6e          |
| 83          | Eddy Finé (FRA)      | AB          |
| 84          | Aimé De Gendt (BEL)  | 70e         |
| 85          | Alexis Renard (FRA)  | 12e         |
| 86          | Ludovic Robeet (BEL) | 109e        |
| 87          | Damien Touzé (FRA)   | 26e         |

| XDS Astana Team XAT | XDS Astana Team XAT     | XDS Astana Team XAT |
| ------------------- | ----------------------- | ------------------- |
| Num                 | Coureur                 | Pos                 |
| 91                  | Cees Bol (NED)          | 76e                 |
| 93                  | Aaron Gate (NZL)        | 35e                 |
| 94                  | Max Kanter (GER)        | AB                  |
| 95                  | Michele Gazzoli (ITA)   | 103e                |
| 96                  | Alessandro Romele (ITA) | 75e                 |

| Lotto LTD | Lotto LTD                   | Lotto LTD |
| --------- | --------------------------- | --------- |
| Num       | Coureur                     | Pos       |
| 101       | Arnaud De Lie (BEL) (route) | 69e       |
| 102       | Cédric Beullens (BEL)       | AB        |
| 103       | Sébastien Grignard (BEL)    | 74e       |
| 104       | Arjen Livyns (BEL)          | 13e       |
| 105       | Milan Menten (BEL)          | 5e        |
| 106       | Victor Vaneeckhoutte (BEL)  | 62e       |
| 107       | Matys Grisel (FRA)          | 42e       |

| Israel-Premier Tech IPT | Israel-Premier Tech IPT   | Israel-Premier Tech IPT |
| ----------------------- | ------------------------- | ----------------------- |
| Num                     | Coureur                   | Pos                     |
| 111                     | Hugo Hofstetter (FRA)     | 10e                     |
| 112                     | Guillaume Boivin (CAN)    | 33e                     |
| 113                     | Oded Kogut (ISR) (route)  | AB                      |
| 114                     | Michael Schwarzmann (GER) | 100e                    |
| 115                     | Tom Van Asbroeck (BEL)    | 19e                     |
| 116                     | Riley Pickrell (CAN)      | 110e                    |
| 117                     | Ethan Vernon (GBR)        | 97e                     |

| Uno-X Mobility UXM | Uno-X Mobility UXM            | Uno-X Mobility UXM |
| ------------------ | ----------------------------- | ------------------ |
| Num                | Coureur                       | Pos                |
| 121                | Erlend Blikra (NOR)           | 27e                |
| 122                | Stian Fredheim (NOR)          | 11e                |
| 123                | Jonas Iversby Hvideberg (NOR) | 49e                |
| 124                | Erik Nordsæter Resell (NOR)   | 28e                |
| 125                | Henrik Pedersen (DEN)         | NP                 |
| 126                | Martin Bugge Urianstad (NOR)  | 99e                |
| 127                | Rasmus Bøgh Wallin (DEN)      | 44e                |

| Tudor Pro Cycling Team TUD | Tudor Pro Cycling Team TUD     | Tudor Pro Cycling Team TUD |
| -------------------------- | ------------------------------ | -------------------------- |
| Num                        | Coureur                        | Pos                        |
| 131                        | Alberto Dainese (ITA)          | 8e                         |
| 132                        | Robin Froidevaux (SUI)         | 40e                        |
| 133                        | Miká Heming (GER)              | 81e                        |
| 134                        | Arthur Kluckers (LUX)          | 54e                        |
| 135                        | Sebastian Kolze Changizi (DEN) | 72e                        |
| 136                        | Aivaras Mikutis (LTU)          | AB                         |
| 137                        | Fabian Weiss (SUI)             | 53e                        |

| Q36.5 Pro Cycling Team Q36 | Q36.5 Pro Cycling Team Q36  | Q36.5 Pro Cycling Team Q36 |
| -------------------------- | --------------------------- | -------------------------- |
| Num                        | Coureur                     | Pos                        |
| 141                        | Matteo Moschetti (ITA)      | 2e                         |
| 142                        | David González López (ESP)  | AB                         |
| 143                        | Giacomo Nizzolo (ITA)       | 24e                        |
| 144                        | Emīls Liepiņš (LAT) (route) | 63e                        |
| 145                        | Nicolò Parisini (ITA)       | 16e                        |
| 146                        | Kamil Małecki (POL)         | 82e                        |
| 147                        | Rory Townsend (IRL)         | AB                         |

| Unibet Tietema Rockets RKT | Unibet Tietema Rockets RKT | Unibet Tietema Rockets RKT |
| -------------------------- | -------------------------- | -------------------------- |
| Num                        | Coureur                    | Pos                        |
| 151                        | Abram Stockman (BEL)       | 37e                        |
| 152                        | Lukáš Kubiš (SVK) (route)  | 9e                         |
| 153                        | Martijn Budding (NED)      | AB                         |
| 154                        | Hartthijs de Vries (NED)   | 106e                       |
| 155                        | Jelle Johannink (NED)      | 80e                        |
| 156                        | Andreas Stokbro (DEN)      | 21e                        |
| 157                        | Tomáš Kopecký (CZE)        | 38e                        |

| Wagner Bazin WB WB2 | Wagner Bazin WB WB2                | Wagner Bazin WB WB2 |
| ------------------- | ---------------------------------- | ------------------- |
| Num                 | Coureur                            | Pos                 |
| 161                 | Sasha Weemaes (BEL)                | AB                  |
| 162                 | Jocelyn Baguelin (FRA)             | 91e                 |
| 163                 | Michiel Lambrecht (BEL)            | 46e                 |
| 164                 | Davide Persico (ITA)               | 90e                 |
| 165                 | Henri-François Renard-Haquin (FRA) | 29e                 |
| 166                 | Leander Van Hautegem (BEL)         | 23e                 |
| 167                 | Kenneth Van Rooy (BEL)             | 71e                 |

| Euskaltel-Euskadi EUS | Euskaltel-Euskadi EUS          | Euskaltel-Euskadi EUS |
| --------------------- | ------------------------------ | --------------------- |
| Num                   | Coureur                        | Pos                   |
| 171                   | David Dekker (NED)             | 104e                  |
| 172                   | Jon Aberasturi (ESP)           | 45e                   |
| 173                   | Xabier Berasategi (ESP)        | AB                    |
| 174                   | Danny van der Tuuk (POL)       | 105e                  |
| 175                   | Gotzon Martín (ESP)            | 18e                   |
| 176                   | Andoni López de Abetxuko (ESP) | AB                    |
| 177                   | Unai Zubeldia (ESP)            | AB                    |

| Team Flanders-Baloise TFB | Team Flanders-Baloise TFB | Team Flanders-Baloise TFB |
| ------------------------- | ------------------------- | ------------------------- |
| Num                       | Coureur                   | Pos                       |
| 181                       | Lindsay De Vylder (BEL)   | 48e                       |
| 182                       | Alex Colman (BEL)         | 83e                       |
| 183                       | Siebe Deweirdt (BEL)      | 107e                      |
| 184                       | Jonas Geens (BEL)         | 25e                       |
| 185                       | Jules Hesters (BEL)       | 14e                       |
| 186                       | Milan Lanhove (BEL)       | 78e                       |
| 187                       | Dylan Vandenstorme (BEL)  | 47e                       |

| Tarteletto-Isorex TIS | Tarteletto-Isorex TIS   | Tarteletto-Isorex TIS |
| --------------------- | ----------------------- | --------------------- |
| Num                   | Coureur                 | Pos                   |
| 191                   | Louis Blouwe (BEL)      | 85e                   |
| 192                   | Robbe Claeys (BEL)      | 77e                   |
| 193                   | Arne Santy (BEL)        | 34e                   |
| 194                   | Siebe Bauwens (BEL)     | AB                    |
| 195                   | Lennert Teugels (BEL)   | 79e                   |
| 196                   | Alex Vandenbulcke (BEL) | AB                    |
| 197                   | Mauro Verwilt (BEL)     | 64e                   |

| Soudal Quick-Step SOQ | Soudal Quick-Step SOQ         | Soudal Quick-Step SOQ |
| --------------------- | ----------------------------- | --------------------- |
| Num                   | Coureur                       | Pos                   |
| 1                     | Luke Lamperti (USA)           | 3e                    |
| 2                     | Gil Gelders (BEL)             | 50e                   |
| 3                     | Andrea Raccagni Noviero (ITA) | 102e                  |
| 4                     | Bert Van Lerberghe (BEL)      | 41e                   |
| 5                     | Lars Vanden Heede (BEL)       | 101e                  |
| 6                     | Warre Vangheluwe (BEL)        | 84e                   |
| 7                     | Gauthier Servranckx (BEL)     | AB                    |

| UAE Team Emirates XRG UAD | UAE Team Emirates XRG UAD | UAE Team Emirates XRG UAD |
| ------------------------- | ------------------------- | ------------------------- |
| Num                       | Coureur                   | Pos                       |
| 12                        | Sebastián Molano (COL)    | 22e                       |
| 13                        | Mikkel Bjerg (DEN)        | 20e                       |
| 14                        | Luca Giaimi (ITA)         | 93e                       |
| 15                        | Filippo Baroncini (ITA)   | 17e                       |
| 16                        | Gibbe Staes (BEL)         | 98e                       |
| 17                        | Florian Vermeersch (BEL)  | 52e                       |

| Lidl-Trek LTK | Lidl-Trek LTK          | Lidl-Trek LTK |
| ------------- | ---------------------- | ------------- |
| Num           | Coureur                | Pos           |
| 21            | Simone Consonni (ITA)  | AB            |
| 22            | Tim Declercq (BEL)     | 65e           |
| 24            | Martin Pedersen (DEN)  | AB            |
| 25            | Jakob Söderqvist (SWE) | 58e           |
| 27            | Otto Vergaerde (BEL)   | 66e           |

| Alpecin-Deceuninck ADC | Alpecin-Deceuninck ADC  | Alpecin-Deceuninck ADC |
| ---------------------- | ----------------------- | ---------------------- |
| Num                    | Coureur                 | Pos                    |
| 31                     | Jasper Philipsen (BEL)  | AB                     |
| 32                     | Lennert Belmans (BEL)   | 67e                    |
| 33                     | Lars Boven (NED)        | AB                     |
| 34                     | Robbe Ghys (BEL)        | 59e                    |
| 35                     | Edward Planckaert (BEL) | 39e                    |
| 36                     | Jonas Rickaert (BEL)    | 43e                    |
| 37                     | Jimmy Janssens (BEL)    | AB                     |

| Groupama-FDJ GFC | Groupama-FDJ GFC       | Groupama-FDJ GFC |
| ---------------- | ---------------------- | ---------------- |
| Num              | Coureur                | Pos              |
| 41               | Lewis Askey (GBR)      | 7e               |
| 42               | Clément Davy (FRA)     | 61e              |
| 43               | Cyril Barthe (FRA)     | 32e              |
| 44               | Lewis Bower (NZL)      | 95e              |
| 45               | Olivier Le Gac (FRA)   | 55e              |
| 46               | Eddy Le Huitouze (FRA) | 51e              |
| 47               | Matthew Walls (GBR)    | 94e              |

| Intermarché-Wanty IWA | Intermarché-Wanty IWA           | Intermarché-Wanty IWA |
| --------------------- | ------------------------------- | --------------------- |
| Num                   | Coureur                         | Pos                   |
| 51                    | Arne Marit (BEL)                | 86e                   |
| 52                    | Vito Braet (BEL)                | 15e                   |
| 53                    | Dries De Pooter (BEL)           | 87e                   |
| 54                    | Zeno Moonen (BEL)               | 56e                   |
| 55                    | Gijs Van Hoecke (BEL)           | 36e                   |
| 56                    | Tobias Müller (GER)             | 73e                   |
| 57                    | Roel van Sintmaartensdijk (NED) | 57e                   |

| Team Picnic-PostNL TPP | Team Picnic-PostNL TPP | Team Picnic-PostNL TPP |
| ---------------------- | ---------------------- | ---------------------- |
| Num                    | Coureur                | Pos                    |
| 61                     | Pavel Bittner (CZE)    | 30e                    |
| 62                     | Robbe Dhondt (BEL)     | 88e                    |
| 63                     | Patrick Eddy (AUS)     | 68e                    |
| 64                     | Nils Eekhoff (NED)     | 1er                    |
| 65                     | Tim Naberman (NED)     | 89e                    |
| 66                     | Oliver Peace (GBR)     | AB                     |
| 67                     | Timo Roosen (NED)      | 92e                    |

| Bahrain Victorious TBV | Bahrain Victorious TBV    | Bahrain Victorious TBV |
| ---------------------- | ------------------------- | ---------------------- |
| Num                    | Coureur                   | Pos                    |
| 71                     | Alessandro Borgo (ITA)    | 31e                    |
| 72                     | Alberto Bruttomesso (ITA) | 96e                    |
| 73                     | Roman Ermakov (RUS)       | 60e                    |
| 74                     | Bryan Olivo (ITA)         | AB                     |
| 75                     | Daniel Skerl (ITA)        | AB                     |
| 76                     | Oliver Stockwell (GBR)    | 108e                   |
| 77                     | Vlad Van Mechelen (BEL)   | AB                     |

| Cofidis COF | Cofidis COF          | Cofidis COF |
| ----------- | -------------------- | ----------- |
| Num         | Coureur              | Pos         |
| 81          | Milan Fretin (BEL)   | 4e          |
| 82          | Piet Allegaert (BEL) | 6e          |
| 83          | Eddy Finé (FRA)      | AB          |
| 84          | Aimé De Gendt (BEL)  | 70e         |
| 85          | Alexis Renard (FRA)  | 12e         |
| 86          | Ludovic Robeet (BEL) | 109e        |
| 87          | Damien Touzé (FRA)   | 26e         |

| XDS Astana Team XAT | XDS Astana Team XAT     | XDS Astana Team XAT |
| ------------------- | ----------------------- | ------------------- |
| Num                 | Coureur                 | Pos                 |
| 91                  | Cees Bol (NED)          | 76e                 |
| 93                  | Aaron Gate (NZL)        | 35e                 |
| 94                  | Max Kanter (GER)        | AB                  |
| 95                  | Michele Gazzoli (ITA)   | 103e                |
| 96                  | Alessandro Romele (ITA) | 75e                 |

| Lotto LTD | Lotto LTD                   | Lotto LTD |
| --------- | --------------------------- | --------- |
| Num       | Coureur                     | Pos       |
| 101       | Arnaud De Lie (BEL) (route) | 69e       |
| 102       | Cédric Beullens (BEL)       | AB        |
| 103       | Sébastien Grignard (BEL)    | 74e       |
| 104       | Arjen Livyns (BEL)          | 13e       |
| 105       | Milan Menten (BEL)          | 5e        |
| 106       | Victor Vaneeckhoutte (BEL)  | 62e       |
| 107       | Matys Grisel (FRA)          | 42e       |

| Israel-Premier Tech IPT | Israel-Premier Tech IPT   | Israel-Premier Tech IPT |
| ----------------------- | ------------------------- | ----------------------- |
| Num                     | Coureur                   | Pos                     |
| 111                     | Hugo Hofstetter (FRA)     | 10e                     |
| 112                     | Guillaume Boivin (CAN)    | 33e                     |
| 113                     | Oded Kogut (ISR) (route)  | AB                      |
| 114                     | Michael Schwarzmann (GER) | 100e                    |
| 115                     | Tom Van Asbroeck (BEL)    | 19e                     |
| 116                     | Riley Pickrell (CAN)      | 110e                    |
| 117                     | Ethan Vernon (GBR)        | 97e                     |

| Uno-X Mobility UXM | Uno-X Mobility UXM            | Uno-X Mobility UXM |
| ------------------ | ----------------------------- | ------------------ |
| Num                | Coureur                       | Pos                |
| 121                | Erlend Blikra (NOR)           | 27e                |
| 122                | Stian Fredheim (NOR)          | 11e                |
| 123                | Jonas Iversby Hvideberg (NOR) | 49e                |
| 124                | Erik Nordsæter Resell (NOR)   | 28e                |
| 125                | Henrik Pedersen (DEN)         | NP                 |
| 126                | Martin Bugge Urianstad (NOR)  | 99e                |
| 127                | Rasmus Bøgh Wallin (DEN)      | 44e                |

| Tudor Pro Cycling Team TUD | Tudor Pro Cycling Team TUD     | Tudor Pro Cycling Team TUD |
| -------------------------- | ------------------------------ | -------------------------- |
| Num                        | Coureur                        | Pos                        |
| 131                        | Alberto Dainese (ITA)          | 8e                         |
| 132                        | Robin Froidevaux (SUI)         | 40e                        |
| 133                        | Miká Heming (GER)              | 81e                        |
| 134                        | Arthur Kluckers (LUX)          | 54e                        |
| 135                        | Sebastian Kolze Changizi (DEN) | 72e                        |
| 136                        | Aivaras Mikutis (LTU)          | AB                         |
| 137                        | Fabian Weiss (SUI)             | 53e                        |

| Q36.5 Pro Cycling Team Q36 | Q36.5 Pro Cycling Team Q36  | Q36.5 Pro Cycling Team Q36 |
| -------------------------- | --------------------------- | -------------------------- |
| Num                        | Coureur                     | Pos                        |
| 141                        | Matteo Moschetti (ITA)      | 2e                         |
| 142                        | David González López (ESP)  | AB                         |
| 143                        | Giacomo Nizzolo (ITA)       | 24e                        |
| 144                        | Emīls Liepiņš (LAT) (route) | 63e                        |
| 145                        | Nicolò Parisini (ITA)       | 16e                        |
| 146                        | Kamil Małecki (POL)         | 82e                        |
| 147                        | Rory Townsend (IRL)         | AB                         |

| Unibet Tietema Rockets RKT | Unibet Tietema Rockets RKT | Unibet Tietema Rockets RKT |
| -------------------------- | -------------------------- | -------------------------- |
| Num                        | Coureur                    | Pos                        |
| 151                        | Abram Stockman (BEL)       | 37e                        |
| 152                        | Lukáš Kubiš (SVK) (route)  | 9e                         |
| 153                        | Martijn Budding (NED)      | AB                         |
| 154                        | Hartthijs de Vries (NED)   | 106e                       |
| 155                        | Jelle Johannink (NED)      | 80e                        |
| 156                        | Andreas Stokbro (DEN)      | 21e                        |
| 157                        | Tomáš Kopecký (CZE)        | 38e                        |

| Wagner Bazin WB WB2 | Wagner Bazin WB WB2                | Wagner Bazin WB WB2 |
| ------------------- | ---------------------------------- | ------------------- |
| Num                 | Coureur                            | Pos                 |
| 161                 | Sasha Weemaes (BEL)                | AB                  |
| 162                 | Jocelyn Baguelin (FRA)             | 91e                 |
| 163                 | Michiel Lambrecht (BEL)            | 46e                 |
| 164                 | Davide Persico (ITA)               | 90e                 |
| 165                 | Henri-François Renard-Haquin (FRA) | 29e                 |
| 166                 | Leander Van Hautegem (BEL)         | 23e                 |
| 167                 | Kenneth Van Rooy (BEL)             | 71e                 |

| Euskaltel-Euskadi EUS | Euskaltel-Euskadi EUS          | Euskaltel-Euskadi EUS |
| --------------------- | ------------------------------ | --------------------- |
| Num                   | Coureur                        | Pos                   |
| 171                   | David Dekker (NED)             | 104e                  |
| 172                   | Jon Aberasturi (ESP)           | 45e                   |
| 173                   | Xabier Berasategi (ESP)        | AB                    |
| 174                   | Danny van der Tuuk (POL)       | 105e                  |
| 175                   | Gotzon Martín (ESP)            | 18e                   |
| 176                   | Andoni López de Abetxuko (ESP) | AB                    |
| 177                   | Unai Zubeldia (ESP)            | AB                    |

| Team Flanders-Baloise TFB | Team Flanders-Baloise TFB | Team Flanders-Baloise TFB |
| ------------------------- | ------------------------- | ------------------------- |
| Num                       | Coureur                   | Pos                       |
| 181                       | Lindsay De Vylder (BEL)   | 48e                       |
| 182                       | Alex Colman (BEL)         | 83e                       |
| 183                       | Siebe Deweirdt (BEL)      | 107e                      |
| 184                       | Jonas Geens (BEL)         | 25e                       |
| 185                       | Jules Hesters (BEL)       | 14e                       |
| 186                       | Milan Lanhove (BEL)       | 78e                       |
| 187                       | Dylan Vandenstorme (BEL)  | 47e                       |

| Tarteletto-Isorex TIS | Tarteletto-Isorex TIS   | Tarteletto-Isorex TIS |
| --------------------- | ----------------------- | --------------------- |
| Num                   | Coureur                 | Pos                   |
| 191                   | Louis Blouwe (BEL)      | 85e                   |
| 192                   | Robbe Claeys (BEL)      | 77e                   |
| 193                   | Arne Santy (BEL)        | 34e                   |
| 194                   | Siebe Bauwens (BEL)     | AB                    |
| 195                   | Lennert Teugels (BEL)   | 79e                   |
| 196                   | Alex Vandenbulcke (BEL) | AB                    |
| 197                   | Mauro Verwilt (BEL)     | 64e                   |